# Major (Counter-Strike-Reihe)

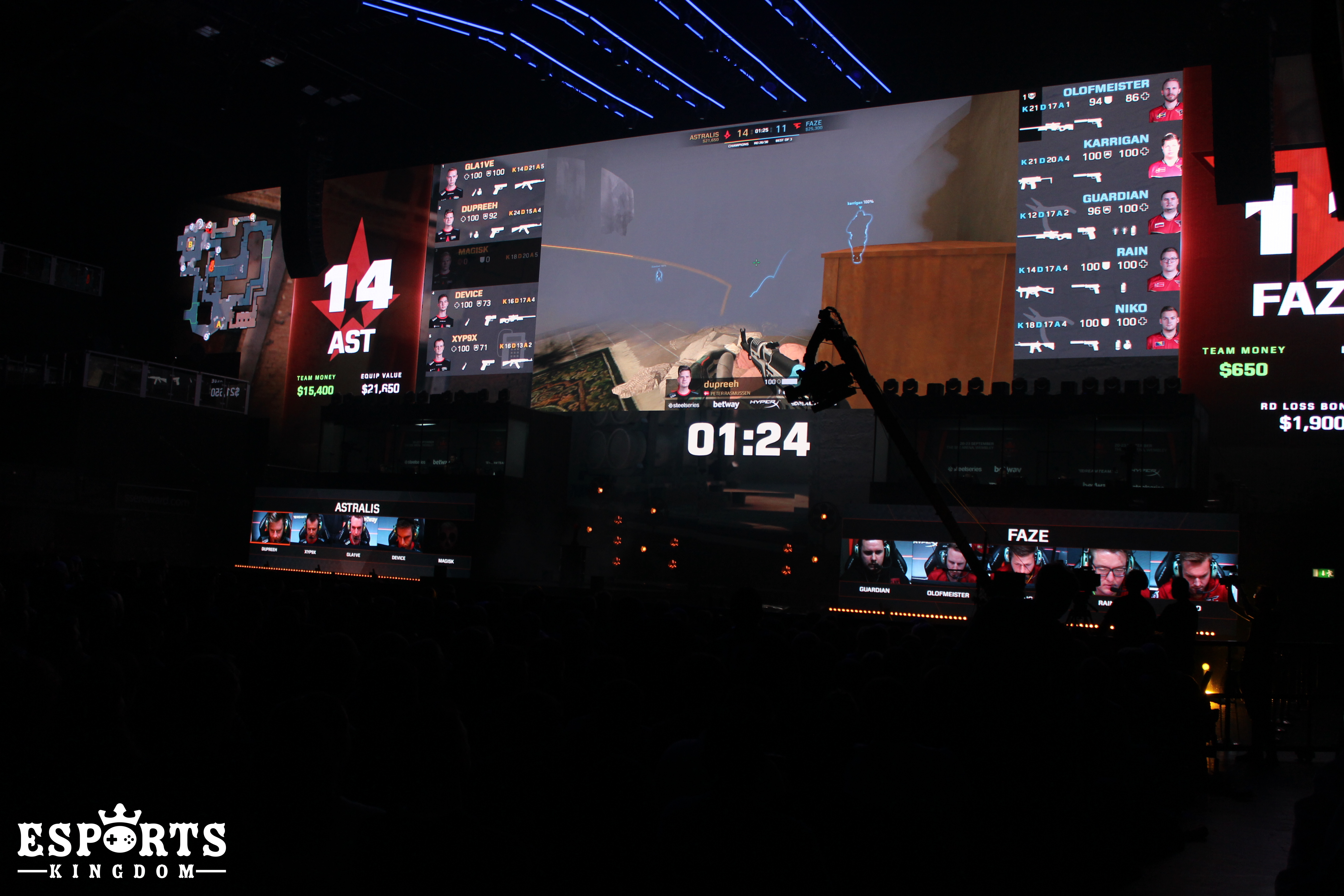
Spiel zwischen Astralis und FaZe Clan auf der Karte Mirage während des Faceit Major: London 2018

Als Major-Turnier werden von Valve mithilfe von Erlösen aus kaufbaren Spielinhalten gesponserte große Turniere in den E-Sport-Disziplinen Counter-Strike: Global Offensive und seinem Nachfolger Counter-Strike 2 bezeichnet. Der Preispool lag bis 2015 konstant bei 250.000 US-Dollar. Mit der MLG Major Championship: Columbus 2016 wurde das Preisgeld auf 1.000.000 US-Dollar erhöht, seit dem PGL Major: Stockholm 2021 lag er durchgängig bei mehr als 1 Million. Bei allen Major-Turnieren gab es spezielle Souvenirpakete. Bei früheren Major-Turnieren wurden sie an zufällig ausgewählte Zuschauer vergeben, später waren sie während des Turniers käuflich zu erwerben. Rekordsieger der Major-Turniere der ersten Generation, d. h. aller Turniere, die im Spiel Counter-Strike: Global Offensive ausgetragen wurden, ist mit dem Gewinn des StarLadder Major 2019 in Berlin das Team Astralis mit vier Titeln, vor dem Team fnatic mit insgesamt drei gewonnenen Major-Turnieren. Insgesamt konnten 13 verschiedene Teams jeweils mindestens eins der 19 ausgetragenen Major-Turniere gewinnen. Im Spätsommer 2023 wurde Counter-Strike: Global Offensive von seinem Nachfolger Counter-Strike 2 ersetzt, sodass keine weiteren Major-Turniere in dieser Disziplin mehr ausgetragen werden. Das letzte Major-Turnier der ersten Generation war somit das Major in Paris im Jahr 2023.
Mit dem Major in Kopenhagen startete im März 2024 schließlich die neue Ära der Major-Turniere im CS:GO-Nachfolger Counter-Strike 2. Im Zuge dieser Umstellung erfuhren die Major-Turniere auch einige kleine Änderungen, vor allem der vorgeschaltete Qualifikationsprozess wurde leicht überarbeitet.

## Austragung & Turnus
| Bisherige Austragungsorte des Majors. |    |    |
| 4x                                    | 3x | 1x |
|                                       |    |    |

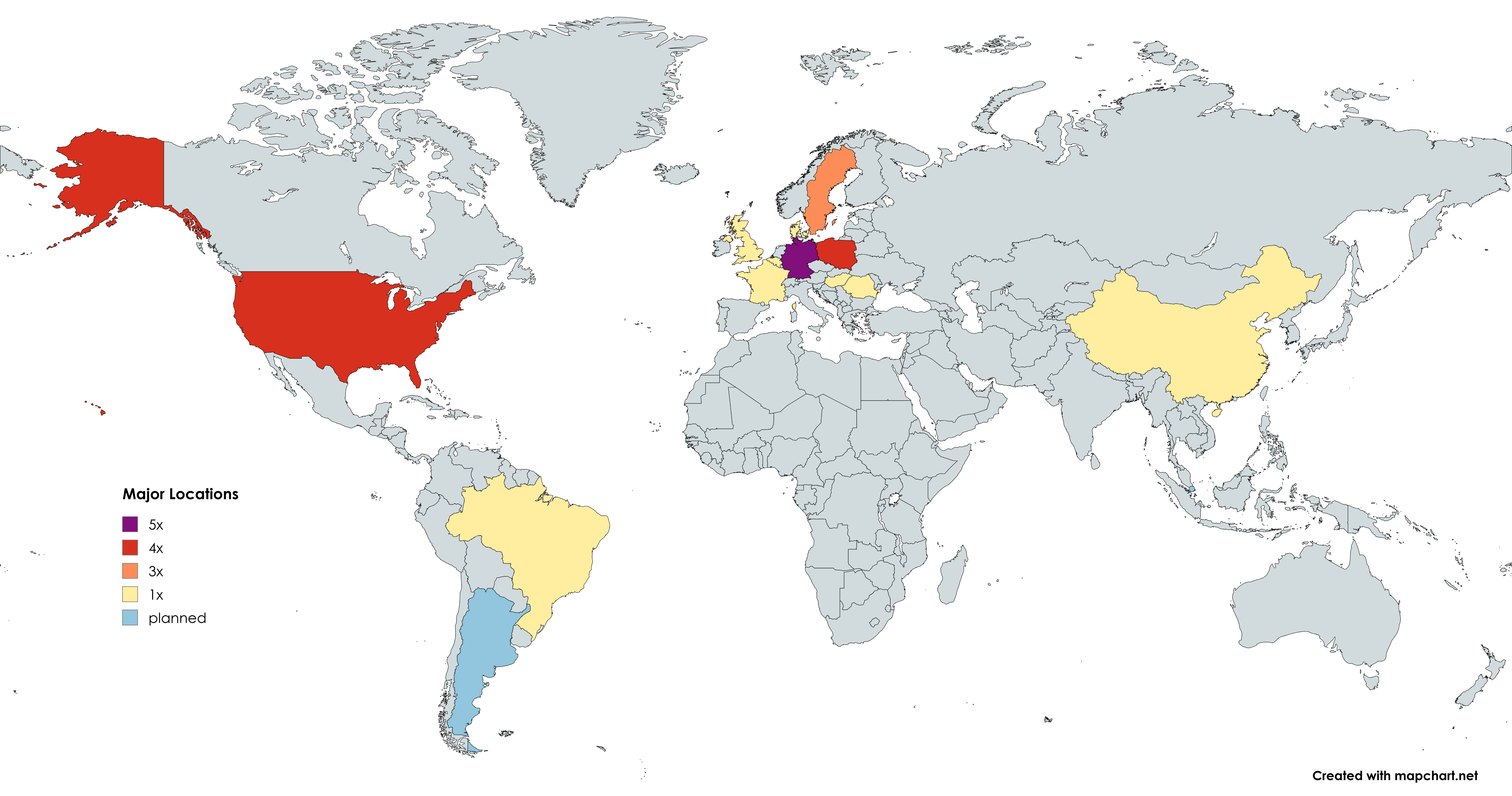

Seit 2016 werden pro Jahr zwei Major-Turniere ausgetragen, mit Ausnahme von 2020 und 2021, in denen wegen der Corona-Pandemie über große Teile des Jahres keine Großveranstaltungen durchgeführt werden konnten, sowie 2023 wegen des Umstiegs von Counter-Strike: Global Offensive auf Counter-Strike 2. Die Major-Turniere liegen jeweils etwa ein halbes Jahr auseinander. Mit dem Shanghai-Major im Dezember 2024 wurden die Zeitpunkte der Major-Turniere angepasst, sodass diese künftig immer im Juni und Dezember stattfinden.
Der Austragungsort der Turniere ändert sich stetig. Die 22 bisher ausgetragenen Major-Turniere (Stand Juni 2025) fanden in 17 verschiedenen Städten in elf Ländern auf vier Kontinenten statt. Rekordaustragungsorte sind Köln und Kattowitz mit jeweils drei Turnieren. Mit jeweils vier durchgeführten Turnieren liegen Deutschland und Polen zusammen mit den USA auch in der Länderrangliste auf dem geteilten ersten Platz. Mit dem bevorstehenden IEM Major: Köln 2026 wird Deutschland in Zukunft alleiniger Rekordhalter bei Major-Austragungen und Köln mit vier Majors zur alleinigen Rekordstadt werden.

## Modus
Seit dem Eleague Major: Boston 2018 nehmen 24 Teams an einem Major-Turnier teil. Die Turniere bestehen seither aus den drei Phasen Challengers Stage (erste Turnierphase), Legends Stage (zweite Turnierphase) und Champions Stage (entscheidende dritte Turnierphase). Challengers Stage und Legends Stage werden in fünf Runden im Schweizer System ausgetragen. Es wird dort im Best-of-1 gespielt. Spiele, die über Weiterkommen oder Ausscheiden entscheiden, werden im Best-of-3 gespielt. Seit dem PGL Major: Stockholm 2021 gibt es keine automatisch qualifizierten Teams mehr. Die Qualifikation erfolgt über ein mehrstufiges System, wobei Teams, die auf dem letzten Major gut abgeschnitten haben, in späteren Runden einsteigen dürfen. Die letzte Stufe der Qualifikation wird unter dem Namen RMR-Turniere (Regional Major Ranking) vermarktet und löst die früheren Minor-Turniere ab. Die RMR-Turniere sind regional aufgeteilt auf die drei Regionen Europa, Amerika und Asien. Die Region Asien umfasst dabei auch Afrika und Ozeanien. Die Anzahl zu vergebener Plätze ist festgelegt durch das Abschneiden der Teams aus den jeweiligen Regionen auf dem letzten Major. Qualifizieren können sich die Teams als Contender, Challenger oder Legende. In der Challengers Stage treffen acht Contender auf acht Challenger. Acht Teams qualifizieren sich für die Legends Stage, wo die verbleibenden acht Legenden ins Turnier einsteigen. Sowohl in der Challengers als auch in der Legends Stage erreichen Teams mit drei Siegen die nächsten Runde; Teams mit drei Niederlagen scheiden aus dem Turnier aus. Die acht verbleibenden Teams der Champions Stage tragen im K.-o.-System die Viertelfinale, die beiden Halbfinale und das Finale aus. In der Champions Stage werden zwei Kartengewinne für das Erreichen der nächsten Runde bzw. für den Titelgewinn im Finale benötigt. Ein Spiel um Platz 3 wird nicht ausgetragen.

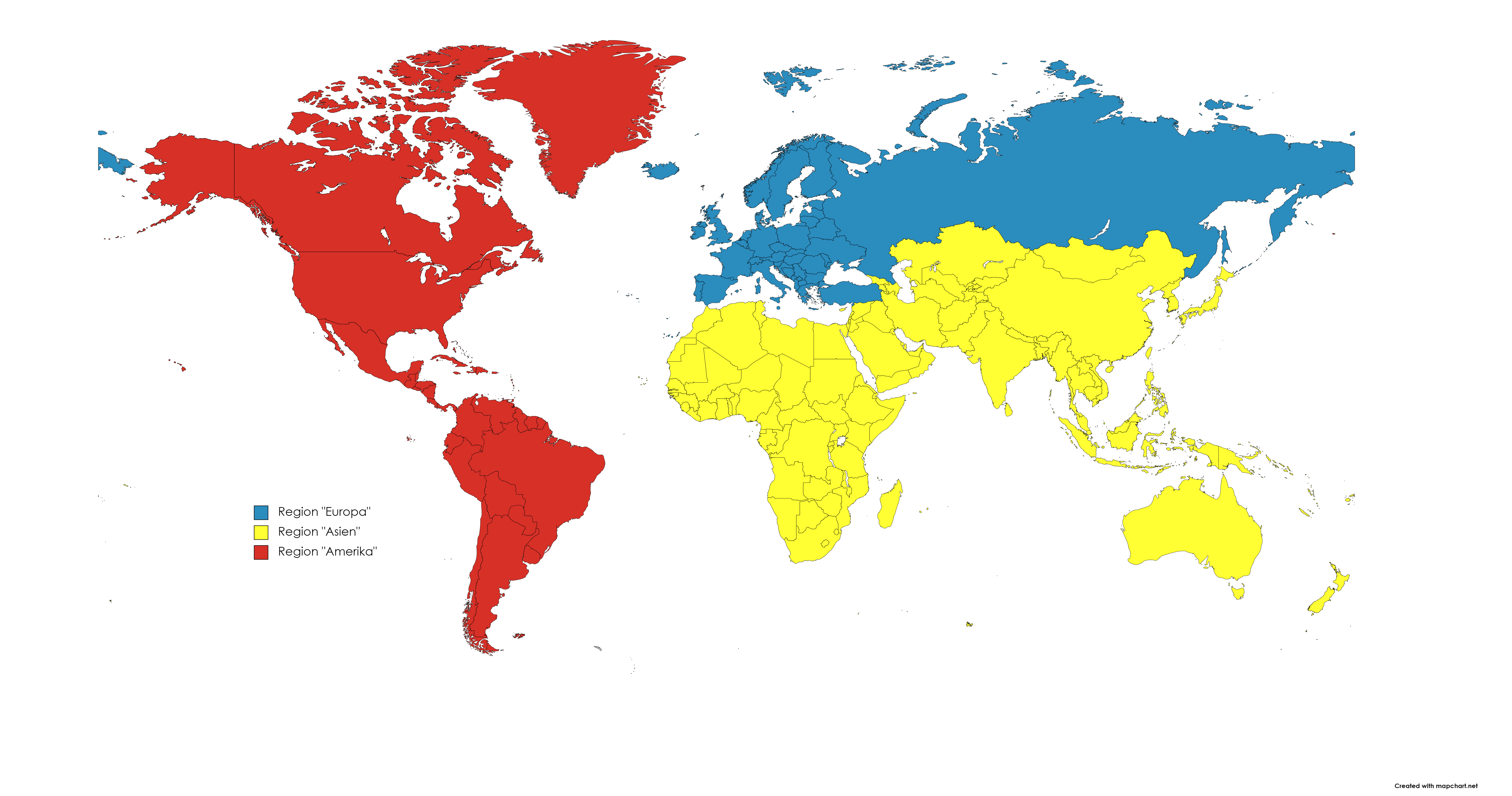
Geographische Zuordnung der drei Regionen.

Vor 2018 nahmen 16 Teams an jedem Major-Turnier teil. Die Challengers Stage wurde von 2015 bis 2017 unter dem Namen Offline-Qualifier vor dem regulären Turnier ausgetragen. Das Schweizer System in der ersten Turnierphase wurde beim Eleague Major: Atlanta 2017 erstmals angewandt und löste die Gruppenphase ab. In den Major-Turnieren vor 2017 wurden die Teams vor der Gruppenphase nach Setzlisten in 4 Gruppen mit je 4 Teams aufgeteilt. Die Gruppenphase wurde in der Double-Elimination mit Ausnahme des Consolation-Finales im Best-of-1 ausgetragen. Der Gewinner der Winnerbrackets erreichte als Gruppenerster genauso wie der Gewinner des Lowerbrackets als Gruppenzweiter die auf die Gruppenphase folgende K.-o.-Phase. Bei der ESL One Cologne 2015 wurden einige Teams vor dem Lowerbracket einer neuen Gruppen zugelost. Die Veranstalter wollten vermeiden, dass Teams, die bereits im Winnerbracket gegeneinander gespielt haben, noch einmal im Lowerbracket gegeneinander spielen. Dort benötigten die Teams dann zwei Matchsiege für das Weiterkommen. Im Viertelfinale traf jeder Gruppenerste auf einen Gruppenzweiten.
Die Spiele werden im klassischen CS-Wettkampfmodus (Best-of-30 Runden) auf Maps des Spiels ausgetragen. Ist nach der regulären Rundenanzahl kein Sieger ermittelt, wird das Spiel um sechs Runden verlängert. Ist nach Ende einer Verlängerung immer noch kein Sieger abzusehen, schließt sich eine weitere Verlängerung à 6 Runden an. Der Mappool der Major-Events besteht seit 2025 aus den sieben Bombenentschärfungsmaps de_inferno, de_nuke, de_mirage, de_ancient, de_overpass, de_dust2 und de_train. Auf welchen Maps tatsächlich gespielt wird, wird durch ein Veto im Vorhinein des Matches entschieden.

## Major-Turniere in Global Offensive
| Turnier             | Sieger            | Logo              |
| ------------------- | ----------------- | ----------------- |
| Jönköping 2013      | fnatic            | fnatic            |
| Katowice 2014       | Virtus.pro        | Virtus.pro        |
| Köln 2014           | Ninjas in Pyjamas | Ninjas in Pyjamas |
| Jönköping 2014      | Team LDLC         | Team LDLC         |
| Katowice 2015       | fnatic            | fnatic            |
| Köln 2015           | fnatic            | fnatic            |
| Cluj-Napoca 2015    | Team EnVyUs       | Team EnVyUs       |
| Columbus 2016       | Luminosity Gaming | Luminosity Gaming |
| Köln 2016           | SK Gaming         | SK Gaming         |
| Atlanta 2017        | Astralis          | Astralis          |
| Kraków 2017         | Gambit Gaming     | Gambit Gaming     |
| Boston 2018         | Cloud 9           | Cloud 9           |
| London 2018         | Astralis          | Astralis          |
| Katowice 2019       | Astralis          | Astralis          |
| Berlin 2019         | Astralis          | Astralis          |
| Stockholm 2021      | Natus Vincere     | Natus Vincere     |
| Antwerpen 2022      | FaZe Clan         | FaZe Clan         |
| Rio de Janeiro 2022 | Outsiders         | Outsiders         |
| Paris 2023          | Team Vitality     | Team Vitality     |

Valve startete mit der Einführung von Waffenskins und Waffenkisten im August 2013 die sogenannte „CS:GO crowd-funding Initiative“, um neue Spieler anzuwerben. Die Erlöse aus den für das Öffnen der Waffenkisten benötigten durch Kauf erhältlichen Schlüssel werden seither teilweise in die Finanzierung der Major-Events gesteckt. Des Weiteren führte Valve im Oktober 2013 das sogenannte GOTV ein, welches den Zuschauern unter anderem ermöglicht Live-Spiele mit neunzigsekündiger Zeitverzögerung über den CS:GO-Client anzuschauen. Die Spiele der Major-Events können seitdem so spielintern angeschaut werden. Dies war zudem Grundlage für die Einführung von Souvenirpaketen. Schaut der Zuschauer ein Major-Turnierspiel spielintern oder mit einem mit Steam verbunden Twitch Account über Twitch an, so hat er die Möglichkeit ein solches Souvenirpaket durch Zufall gedropt zu bekommen. Teil der Souvenirpakete sind stets Kollektionswaffenskins mit speziellen Stickern.

### DreamHack Winter 2013
Am 16. September 2013 gab Valve die Austragung des ersten Major-Turniers in CS:GO im Rahmen des DreamHack Winters 2013 bekannt. In Jönköping wurde vom 28. bis zum 30. November 2013 um 250.000 US-Dollar Preisgeld gespielt. Es war das erste CS:GO-Turnier mit einem Preispool im sechsstelligen Bereich. Die Souvenirwaffen enthielten bei der DreamHack 2013 Sticker mit einem winterlichen Motiv und dem DreamHack-Logo. Die Teilnehmer wurden zum großen Teil als Sieger oder Finalisten vorheriger Events eingeladen oder qualifizierten sich über Qualifier. Ein deutsches Roster konnte sich nicht qualifizieren.
Neben den französischen Teams Recursive.fr und Team VeryGames schafften die dänischen Copenhagen Wolves, das kasachische Team Astana Dragons, das amerikanische Lineup von compLexity zusammen mit den drei schwedischen Teams fnatic, Ninjas in Pyjamas und LGB eSports den Einzug ins Viertelfinale. Dort konnten sich die drei Gruppenersten fnatic, Ninjas in Pyjamas und compLexity, sowie Team VeryGames als Gruppenzweiter der Gruppe C gegen ihre Konkurrenten durchsetzen. Im Halbfinale traf NiP auf Team VeryGames und fnatic auf compLexity. Die beiden schwedischen Roster setzten sich durch, wodurch es zum schwedischen Finale vor heimischen Publikum kam. Fnatic setzte sich dort nach einem 16:14-Sieg auf de_dust2 und einer 6:16-Niederlage auf de_inferno auf der damals noch zur Auswahl stehenden Map de_train nach einer einseitigen CT-Hälfte mit einem Halbzeitstand von 13:2 und gewonnener Pistol-Runde auf der T-Seite mit 16:2 durch. Das Spiel verfolgten in der Spitze ca. 144.000 Zuschauer.

### EMS One Katowice 2014
Bereits am 19. Dezember 2013 wurden Informationen über das zweite Major-Turnier, die EMS One Katowice 2014, veröffentlicht. Nachdem alle Teilnehmer infolge der Qualifikation feststanden, publizierte Valve am 6. März 2014 Sticker der teilnehmenden Teams, welche spielintern über Stickerkapseln erwerbbar waren. Derartige Sticker sind seit der EMS One Katowice 2014 auch Teil der Souvenirwaffen. Neben einem speziellen Turniersticker enthalten die Souvenirwaffen seither zwei Sticker der während des Drops aufeinandertreffenden Teams.
Sportlich konnte nach dem Sieg des schwedischen fnatic-Lineups beim DreamHack Winter 2013 erneut ein heimisches Lineup das Event gewinnen. Das polnische Roster von Virtus.pro gewann im Finale mit 2:0 nach Maps gegen die Ninjas in Pyjamas, welche sich ein weiteres Mal im Finale geschlagen geben mussten. Über 600 Tsd. Zuschauer riefen die Turnierstreams über 23 Millionen Mal auf. Das Finalspiel erreichte ein Quotenmaximum von über 240 Tsd. Zuschauern.

### ESL One Cologne 2014
Das zweite Major-Event des Jahres 2014 fand im Rahmen der gamescom im August 2014 statt. Für die Fans und Zuschauer wurden zwei Neuheiten eingeführt. Der GOTV-Zuschauer hat seither die Möglichkeit die Einstellungen der englischen Hauptcaster (z. B. Kameraführung) bei den Major-Spielen samt Kommentarübertragung zu übernehmen. Zudem wurde die Pick’Em Challenge mit dem Turnier eingeführt. Jeder CS: GO-Spieler kann seitdem spielintern mithilfe der Teamsticker auf die Spiele tippen, indem er den passenden Sticker auf das jeweilige Team setzt. Für richtige Tipps erhält er Punkte. Beim Überschreiten einer bestimmten Punktzahl erhalten die erfolgreichen Teilnehmer nach dem Event eine Medaille, welche sie spielintern ausstellen können. Die Inhalte der Souvenirpakete wurde auf die Kollektionswaffen der jeweilig beim Drop gespielten Map beschränkt.
Gewinner der ESL One Cologne 2014 waren die Ninjas in Pyjamas, welche fnatic im Finale mit 2:1 nach Maps schlagen konnten. Das Finale wurde zeitweise von über 400 Tsd. Menschen gleichzeitig geschaut.

### DreamHack Winter 2014
Am 3. Oktober 2014 wurde das zweite 250.000 US-Dollar schwere DreamHack-Turnier bekanntgegeben. Die Elite in Counter-Strike: Global Offensive versammelte sich vom 27. bis zum 29. November 2014 wieder in Jönköping. Die Fans konnten erstmals spielintern direkt Sticker ihres Teams kaufen und mussten nicht mehr auf den Zufall der Stickerkapseln hoffen.
Das Turnier sorgte schon vor dem Start für Schlagzeilen. Mit dem südafrikanischen Team Bravado Gaming nahm erstmals ein afrikanisches Lineup an einem Major-Turnier teil. Weiterhin hatte ein Cheatskandal mit den betroffenen Hovik „KQLY“ Tovmassian und Gordon „Sf“ Giry, dessen Teams Titan eSports und Epsilon eSports daraufhin disqualifiziert worden, Auswirkungen auf die Teilnehmerliste. Es wurden verschärfte Vorkehrungen getroffen, um den Upload von externer Software während des Events zu verhindern. Eine Überraschung des Turniers war das erstmals an einem Major-Event teilnehmende deutsche Team Penta Sports, welches nach einem furiosen Comeback gegen iBUYPOWER das Viertelfinale des Turniers erreichte und dort gegen Virtus.pro ausschied. Ein weiterer Höhepunkt der Viertelfinals war die dritte Map de_overpass zwischen dem schwedischen Lineup fnatic und dem französischen Team LDLC. Die vor der Niederlage stehenden Schweden boosteten Olof „olofm“ Kajbjer mit Hilfe der Figuren von drei Spielern auf eine vorher noch unentdeckte Position, von welcher er Großteile der Map überblicken konnte. Dieser Boost wurde im Nachhinein als regelwidrig gewertet, wodurch die Map zunächst wiederholt werden sollten. Allerdings überließ fnatic den Franzosen den Sieg. Im Nachhinein wurde die Map de_overpass in der Szene in Anlehnung an Olof „olofm“ Kajbjer spöttisch „olofpass“ genannt. Nach Siegen gegen Natus Vincere im Halbfinale und gegen die Ninjas in Pyjamas im Finale konnte Team LDLC das Turnier schlussendlich für sich entscheiden.

### ESL One Katowice 2015
Das fünfte Major-Turnier in Counter-Strike: Global Offensive fand vom 12. bis zum 15. März 2015 erneut in Katowice statt. Fnatic sicherte sich dabei seinen zweiten Major-Titel. Erstmals wurde auch der letzte Teil der Qualifikationen Offline ausgetragen. Einige Wochen vor dem Turnier wurden die beiden Maps de_cbble und de_overpass verändert, weshalb die Teams sich beispielsweise auf den veränderten B-Spot auf Cobblestone einstellen mussten. In einem neuen Overlay wurden die Länderflaggen in den Hintergrund der Clanlogos gestellt. Die Zuschauerzahlen erreichten bereits am ersten Tag mit über 600 Tsd. Zuschauern einen neuen Rekord für CS:GO. Das Finale zwischen den Ninjas in Pyjamas und fnatic schauten über eine Million Zuschauer gleichzeitig.

### ESL One Cologne 2015
Bereits vor der Beginn der ESL One Katowice 2015 gab die Electronic Sports League die Fortsetzung des Kölner CS:GO-Großturniers bekannt. Im Gegensatz zum Vorjahr wurden die Playoffs in der Lanxess Arena ausgetragen. Anfang Juni 2015 stieg die Valve Corporation als Sponsor für das Turnier ein. Erstmals fanden regionale Offline-Qualifier für die Regionen Europa, Amerika und Asien statt. Zudem werden Dopingkontrollen in Zusammenarbeit mit der deutschen Anti-Doping-Agentur NADA in Form von Speicheltests eingeführt. Erstmals gibt es Sticker mit Signaturen der teilnehmenden Spieler und eine dazugehörige Pick’Em Challenge. Nach dem Winnerbracket werden einige der noch nicht für die Finalrunde qualifizierten Teams im Lowerbracket neuen Gruppen zugewiesen, um ein erneutes Aufeinandertreffen zweier Teams zu vermeiden. Das Turnier wurde vor Ort von mehr als 12.000 Zuschauern verfolgt. Über GOTV und die Twitch-Stream wurde das Turnier auf mehr als 1,2 Millionen Rechner übertragen. Sieger fnatic konnte als erstes Team einen Major-Titel verteidigen.

### DreamHack Cluj-Napoca 2015
Erstmals wurde die transsilvanische Hauptstadt Cluj-Napoca Austragungsort eines Major-Turniers. In Zusammenarbeit mit der Professional Gamers League und DreamHack fand vom 28. Oktober bis zum 1. November 2015 die DreamHack Open Cluj-Napoca 2015 in der bis zu 10.000 Zuschauer fassenden Mehrzweckhalle Sala Polivalentă statt. Kein Team wurden im Gegensatz zur ESL One Cologne 2015 vor dem Lower-Bracket einer neuen Gruppe zugeordnet. Erstmals wurde das Consolation-Finale in den Gruppen im Best-of-3-Modus ausgetragen. Sieger wurde das französische Lineup von Team EnVyUs.

### MLG Major Championship: Columbus 2016
Am 20. November 2015 wurden Details zum achten Major veröffentlicht. Es fand vom 29. März bis zum 3. April 2016 in der MLG Arena und in der Nationwide Arena in Columbus statt. Es war das erste Major außerhalb Europas. Das Preisgeld dieses Majors betrug erstmals eine Million US-Dollar. Im Finale konnte sich Luminosity Gaming gegen Natus Vincere mit 2:0 durchsetzen. LG war das erste amerikanische Team, was einen Gewinn eines Majors feiern konnte.

### ESL One Cologne 2016
Mit der ESL One Cologne 2016 wurde vom 5. bis zum 10. Juli zum dritten Mal ein Major in Köln abgehalten. Das Preisgeld betrug bei diesem Major Turnier 1 Mio. US-$ und als Teilnehmer wurden 16 Mannschaften eingeladen, von denen acht die Top-Mannschaften des MLG Major Championships in Columbus 2016 gewesen sind. Sieger wurde das brasilianische Lineup von SK Gaming, welches bereits zuvor die MLG Columbus 2016 gewinnen konnten. Sie setzten sich im Finale gegen die US-amerikanische Mannschaft von Team Liquid mit 2:0 durch. Damit sind sie nach fnatic das zweite Lineup, welches einen Major-Titel verteidigen konnte.

### Eleague Major: Atlanta 2017
Valve gab am 27. September 2016 offiziell bekannt mit der Eleague vom 22. – 29. Januar 2017 das zehnte Major in Atlanta auszurichten. Das dänische Siegerteam Astralis strauchelte zunächst in der erstmals im Schweizer System ausgetragenen Gruppenphase mit zwei Niederlagen gegen Godsent und SK Gaming. Im Viertelfinale besiegten die Dänen das in der Gruppenphase dominant und bis dahin im Turnierverlauf ungeschlagene Team Natus Vincere. Nachdem Astralis im Halbfinale fnatic nach zwei Maps aus dem Turnier schoss, überzeugte das spätere Siegerquintett mit viel Kampfgeist gegen den Finalgegner Virtus.pro. Nach einer 12:16-Niederlage auf der ersten Map de_nuke, dem Mappick der Polen, gewann Astralis ihre eigene Kartenwahl de_overpass knapp mit 16:14. Auf der entscheidenden Map de_train lagen die Dänen zunächst mit 0:7 zurück. Nach einem 6:9-Halbzeitstand drehte Astralis das Spiel gegen Ende und gewann schlussendlich die entscheidende 30. Runde für den 16:14-Endstand. Die beste K/D-Rate der Dänen erreicht auf das komplette Turnier gesehen Nicolai „dev1ce“ Reedtz mit 1,22.

### PGL Major: Kraków 2017
Mit dem PGL Major: Kraków 2017 trug der rumänische Veranstalter Professional Gamers League sein erstes Major-Turnier aus. Zum dritten Mal nach der EMS One Katowice 2014 und der ESL One Katowice 2015 fand damit vom 16. bis zum 23. Juli 2017 ein Major in Polen statt. Die K.-o.-Phase war in der Tauron Arena Kraków zu sehen. Das mehrheitlich aus kasachischen Spielern zusammengesetzte Team von Gambit Gaming gewann das PGL Major gegen die Immortals, welche erstmals an einem Major-Turnier teilnahmen. Gambit verlor die erste Karte Cobblestone, konnte mit Siegen auf der eigenen Mapauswahl Train und auf der Entscheidungskarte Inferno das Best-of-3 drehen.

### Eleague Major: Boston 2018
Die Eleague erhielt am 5. Oktober 2017 die Zusage für das erste Major des Jahres 2018. Es wurde vom 12. bis zum 28. Januar des Jahres abgehalten. Mit der Challengers Stage wird das vormalige Offline-Qualifier erstmals in das Turnier integriert. Die Runde der besten 16 bildet unter dem Namen Legends Stage die zweite Phase des Turniers. Während diese beiden Phasen in Atlanta veranstaltet wurden, wurden die Playoffs – vom Veranstalter „Champions Stage“ genannt – an den letzten drei Turniertagen in der Agganis Arena in Boston vor Publikum ausgespielt. Mit Cloud 9 gewann erstmals ein Team aus den Vereinigten Staaten ein Major-Turnier. Die US-Amerikaner setzten sich im Finale mit 2:1 gegen den mit europäischen Spielern besetzten FaZe Clan durch.

### Faceit Major: London 2018

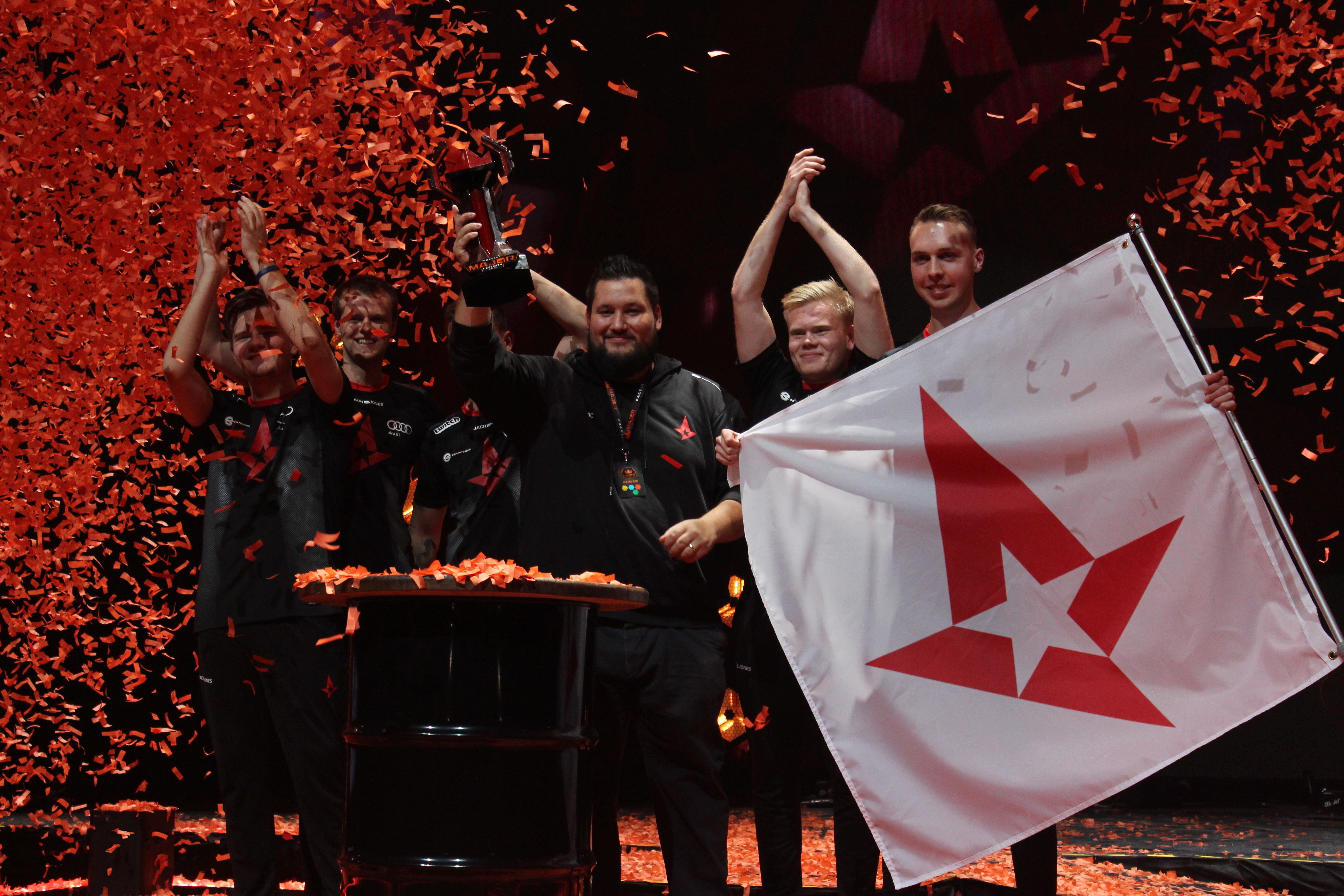
Astralis nach dem Gewinn des Faceit Major: London 2018

FACEIT erhielt im Februar 2018 den Zuschlag für die Ausrichtung des ersten Major-Turniers im Vereinigten Königreich. Die Champions Stage wurde vom 20. bis zum 23. September 2018 in der Londoner Wembley Arena ausgetragen. Im Finale des Turniers spielten Astralis und Natus Vincere, wobei sich erstgenanntes Team mit 16:6 auf Nuke und 16:9 auf Overpass den Major-Titel sicherte.

### IEM Major: Katowice 2019

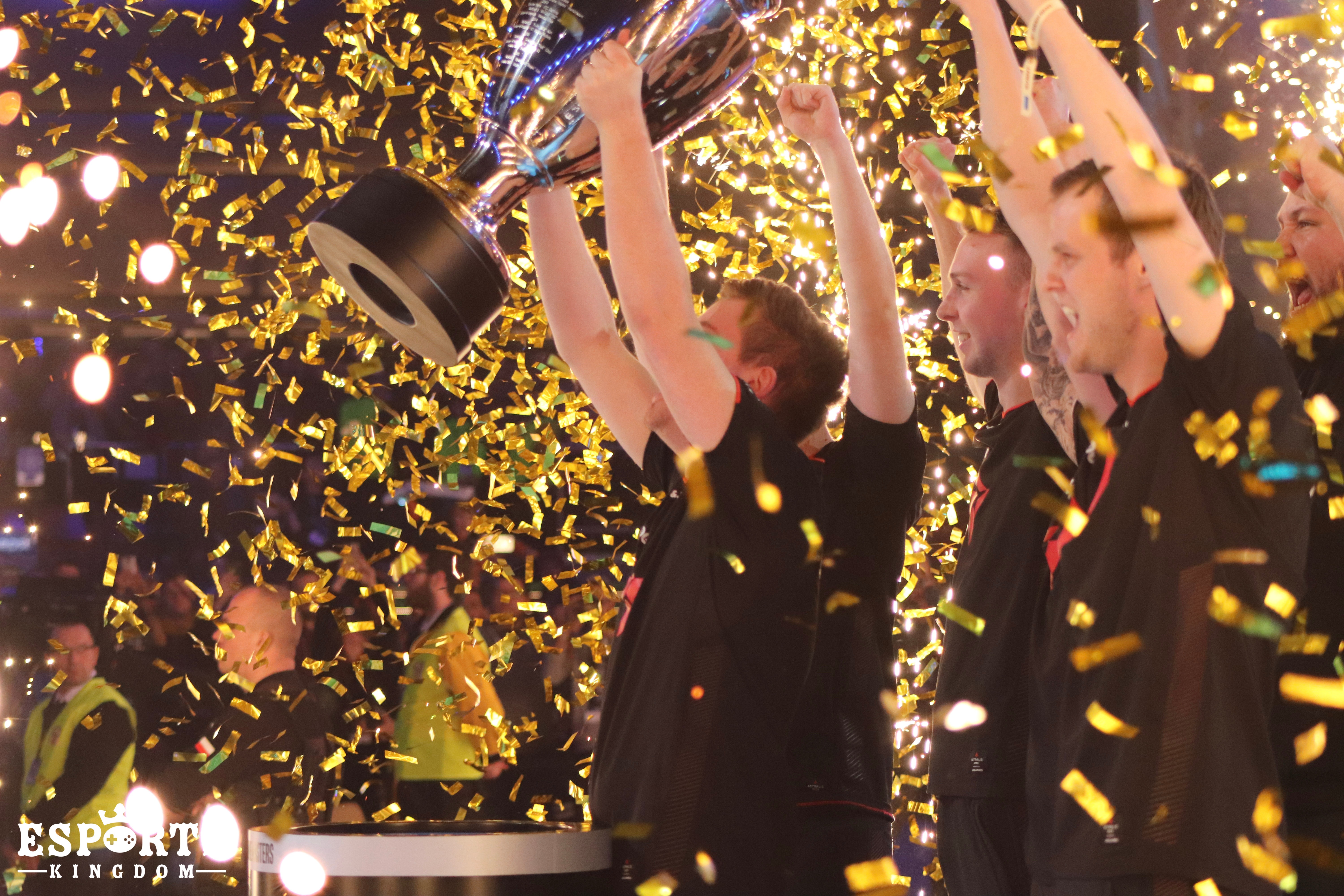
Spieler von Astralis nach dem Gewinn des IEM Major: Katowice 2019

Am 12. Juli 2018 wurde das vierzehnte Major-Turnier nach Katowice vergeben. Das Turnier fand im Rahmen der ESL Intel Extreme Masters statt. Nach der EMS One Katowice 2014 und ESL One Katowice 2015 war die Stadt zum dritten Mal Austragungsort eines Majors. Die Legends Stage fand vom 21. bis zum 24. Februar 2019 im International Congress Center und die Champions Stage vom 28. Februar bis zum 3. März 2019 im Spodek statt. Im Finale konnte sich das Team Astralis 2:0 gegen ENCE eSports durchsetzen.

### StarLadder Major: Berlin 2019
Im Herbst 2019 wurde in der Berliner Mercedes-Benz Arena das 15. Major-Turnier ausgetragen. Astralis konnte den Major-Titel im Finale gegen das mehrheitlich mit kasachischen Spielern besetzte Team AVANGAR verteidigen.

### ESL One Rio 2020
Mit Rio de Janeiro sollte Südamerika vom 9. bis zum 22. November 2020 erstmals Austragungsort eines Major-Turniers sein. Die entscheidende Champions-Stage sollte in der Jeunesse Arena ausgetragen werden. Das Turnier wurde infolge der COVID-19-Pandemie abgesagt.

### PGL Major: Stockholm 2021
Am 14. Januar 2021 gab die Professional Gamers League die Ausrichtung eines Major-Turniers in Stockholm bekannt. Das Turnier wurde vom 26. Oktober bis zum 7. November 2021 ausgetragen. Mit dem mit zwei Millionen US-Dollar dotierten Turnier wurde in Schweden erstmals seit 2014 wieder ein Major-Turnier austragen. Stockholm ist nach Jönköping die zweite schwedische Stadt, in der ein Major-Turnier abgehalten wurde. Die finale Phase fand in der Avicii Arena vor Zuschauern statt. Natus Vincere gewann im Finale gegen G2 Esports.

### PGL Major Antwerp 2022
Die belgische Stadt Antwerpen war im Mai 2022 Austragungsort des 17. Major-Turniers. Die finale Phase des Turniers wurde im Sportpaleis Antwerpen ausgetragen. FaZe Clan gewann das Finale gegen Natus Vincere und ist damit das erste internationale Team, welches ein Major für sich entscheiden konnte.

### IEM Major: Rio 2022
Das 18. Major-Turnier fand im November 2022 in Rio de Janeiro statt und war damit das erste Major in Südamerika. Das Major sollte bereits 2020 ausgetragen werden, wurde damals aber wegen der Corona-Pandemie verschoben und später schließlich abgesagt. Das Turnier wurde von den Spielern der russischen Organisation Virtus.pro gewonnen, die unter dem neutralen Namen Outsiders antraten.

### BLAST.tv Major: Paris 2023
Im Mai 2023 fand in der französischen Hauptstadt Paris das 19. Major-Turnier statt. Es war das erste Major in Frankreich. Zeitgleich war es auch das letzte CS:GO-Major, da das Spiel im Sommer 2023 im Zuge eines großen Updates auch ein Rebranding erfuhr und als Counter-Strike 2 weiter betrieben wird. Gewinner wurde das Team der französischen Organisation Team Vitality, das sich gegen den überraschenden Finalisten GamerLegion mit 2:0 (16:06 & 16:13) durchsetzen konnte. Es ist das dritte Mal, dass sich ein Team im eigenen Land zum Gewinner küren konnte.

## Major-Turniere in Counter-Strike 2
| Turnier         | Sieger                 | Logo                   |
| --------------- | ---------------------- | ---------------------- |
| Kopenhagen 2024 | Natus Vincere          | Natus Vincere          |
| Shanghai 2024   | Team Spirit            | Team Spirit            |
| Austin 2025     | Team Vitality          | Team Vitality          |
| Budapest 2025   | noch nicht ausgetragen | noch nicht ausgetragen |
| Köln 2026       | noch nicht ausgetragen | noch nicht ausgetragen |

Zehn Jahre nach dem ersten Major-Turnier wird mit dem Nachfolger von Counter-Strike: Global Offensive eine neue Generation von Major-Turnieren ins Leben gerufen, die in der Disziplin Counter-Strike 2 ausgetragen werden. Im Zuge der Umstellung auf ein neues Spiel erfahren die Major-Turniere einige kleinere Änderungen, vor allem der den Turnieren vorgeschaltete Qualifikationsprozess. Auch werden die Turnierabschnitte zwecks besserer Vermarktungsmöglichkeiten umbenannt.

### PGL Major: Kopenhagen 2024
Das erste Major in Counter-Strike 2 war das PGL Major: Kopenhagen 2024, welches im März 2024 in Dänemark stattfand. Es war das insgesamt 20. Major der Counter-Strike-Reihe und das erste in Dänemark. Mit 2:1 (13:09, 02:13, 13:03) setzte sich das Team Natus Vincere gegen den FaZe Clan durch und gewann damit seinen zweiten Major-Titel.

### Perfect World Major: Shanghai 2024
Das zweite CS2-Major und 21. insgesamt war das Perfect World Major: Shanghai 2024, welches im Dezember 2024 in China stattfand. Es war damit das erste Major auf dem asiatischen Kontinent. Sieger des Turniers wurde die russische Organisation Team Spirit, welche sich im Finale mit 2:1 gegen den Vorjahresfinalisten FaZe Clan durchsetzen konnte. Es war der erste gewonnene Major-Titel dieses Teams.

### BLAST.tv Major: Austin 2025
Im Juni 2025 wurde mit dem BLAST.tv Major: Austin 2025 in der US-amerikanischen Stadt Austin das dritte CS2-Major und das 22. insgesamt veranstaltet. Es war somit das vierte Major-Turnier in den USA sowie in Nordamerika insgesamt. Team Vitality gewann das Turnier durch einen 2:1-Sieg gegen das asiatische Team TheMongolz. Für Vitality war es der zweite Major-Gewinn.

### StarLadder Major: Budapest 2025
Im November 2025 kehren die Major-Turniere mit dem StarLadder Major: Budapest 2025 nach anderthalb Jahren wieder nach Europa zurück. Das in Ungarn ausgetragene Turnier wird das vierte CS2-Major und das 23. insgesamt werden. Ungarn ist damit das zwölfte Land, in dem ein Major-Turnier ausgetragen wird.

### IEM Major: Köln 2026
Auf der IEM Cologne 2025 kündigte die ESL mit dem IEM Major: Köln 2026 das erste deutsche Major seit Berlin 2019 an. Es wird die Rückkehr des Majors zu alter Wirkungsstätte werden, bereits von 2014 bis 2016 fanden in Köln insgesamt drei Major-Turniere statt. Das fünfte CS2-Major soll im Juni 2026 stattfinden. Es wird das 24. Major insgesamt und das fünfte in Deutschland sein. Damit wird Deutschland erstmals alleiniger Rekordhalter bei Major-Austragungen, Köln mit vier Majors zur alleinigen Rekordstadt.